# Cerezo Osaka
Cerezo Osaka (Japans: セレッソ大阪, Seresso Ōsaka) is een voetbalclub uit Japan die speelt in de J-League, de hoogste Japanse divisie.

## Geschiedenis
Cerezo Osaka werd opgericht in 1957 als Yanmar Diesel FC, het voetbalteam van Yanmar, een Japanse motorenfabrikant. Het was tot in de jaren 70 een van de succesvolste clubs in het Japanse profvoetbal, maar toen in die jaren het profvoetbal werd ingevoerd ging het minder met de club. Begin jaren 90 degradeerde de club uit de toenmalige hoogste divisie (Japan Football League) en werd zodoende niet meegenomen in de plannen van de J-League.
In 1993 werd vanuit Yanmar de professionalisering doorgevoerd in de club. De club werd op 9 december van dat jaar opgericht als Osaka Football Club, maar veranderde al zeer snel de naam in het huidige Cerezo Osaka. Cerezo is het Spaanse woord voor kersenbloem. De kersenbloem is afgebeeld in het wapen van de stad Osaka. De clubkleuren zijn met deze kleur verbonden.
Cerezo Osaka was in de J-League niet bijster succesvol, maar het ontpopte zich wel als een cupfighter in de Emperor's Cup met onder andere drie finales die allen verloren gingen. In 2005 streed het echter tot op de laatste speeldagen om de titel van de J-League. Het was dan ook verrassend toen Cerezo Osaka een jaar later degradeerde als voorlaatste in de J1. Sinds 2007 komt het derhalve voor de tweede keer uit in de J2. Eerder degradeerde het ook in 2001, de club keerde toen een jaar later weer terug op het hoogste niveau.

## Erelijst

### J-League
- Winnaar in 1971, 1974, 1975, 1980 (als Yanmar Diesel SC)

### J-League 2
- Promotie in 2002 (2e plaats)

### Emperor's Cup
- Winnaar in 1968, 1970, 1974 (als Yanmar Diesel SC), 2017
- Verliezend finalist in 1971, 1972, 1976, 1977, 1983, 1981, 1991 (als Yanmar Diesel SC), 1994, 2001 en 2003

### Xerox Supercup
- Winnaar in 1981 (als Yanmar Diesel SC)
- Verliezend finalist in 1977 en 1978 (als Yanmar Diesel SC)

## Eindklasseringen
- Eerst wordt de positie in de eindranglijst vermeld, daarna het aantal teams in de competitie van het desbetreffende jaar. Voorbeeld 1/18 betekent plaats 1 van 18 teams in totaal.

| Jaar | J1    | J2   |
| ---- | ----- | ---- |
| 1995 | 8/14  |      |
| 1996 | 13/16 |      |
| 1997 | 11/17 |      |
| 1998 | 9/18  |      |
| 1999 | 6/16  |      |
| 2000 | 5/16  |      |
| 2001 | 16/16 |      |
| 2002 |       | 2/12 |
| 2003 | 9/16  |      |
| 2004 | 15/16 |      |
| 2005 | 5/18  |      |
| 2006 | 17/18 |      |
| 2007 |       | 5/13 |
| 2008 |       | 4/15 |

## Bekende (ex-)spelers
- Shinji Kagawa
- Kunishige Kamamoto
- Yoshito Okubo
- Hiroshi Kiyotake
- Keiji Tamada
- Takashi Inui
- Akira Kaji
- George Kobayashi
- Hiroji Imamura
- Hideo Hashimoto
- Yasuhito Suzuki
- Hiroshi Soejima
- Takayoshi Yamano
- Haruhisa Hasegawa
- Kazumi Tsubota
- Akihiro Nishimura
- Katsuhiro Kusaki
- Tomoyuki Kajino
- Toshinobu Katsuya
- Takumi Horiike
- Katsuo Kanda
- Hiroshige Yanagimoto

- Kazuaki Tasaka
- Hiroshi Nanami
- Kenichi Uemura
- Nozomi Hiroyama
- Hiroaki Morishima
- Akinori Nishizawa
- Teruyuki Moniwa
- Teruaki Kurobe
- Takuya Yamada
- Ryuji Bando
- Yuzo Tashiro
- Hisato Sato
- Kazuya Yamamura
- Akihiro Ienaga
- Kunimitsu Sekiguchi
- Takahiro Ogihara
- Yoichiro Kakitani
- Hotaru Yamaguchi
- Takumi Minamino
- Shu Kurata
- Mitch Nichols
- Ivan Radeljić

- Albin Pelak
- Almir Turković
- Gilmar Rinaldi
- Fábio Simplício
- João Carlos dos Santos
- Axel Rodrigues de Arruda
- Sérgio Manoel
- Bernardo Fernandes da Silva
- Marquinhos
- Ha Seok-Ju
- Hwang Sun-Hong
- Kim Do-Keun
- Ko Jeong-Woon
- Noh Jung-Yoon
- Yoon Jong-Hwan
- Besart Abdurahimi
- Kayne Vincent
- Jorge Dely Valdés
- Gojko Kačar
- Radivoje Manić
- Diego Forlán